# Clube dos Caiçaras
O Clube dos Caiçaras é um clube particular localizado na cidade do Rio de Janeiro. Foi fundado em 1931 e se situa em uma pequena ilha parte natural, parte artificial, com área de 33 mil m² na Lagoa Rodrigo de Freitas, proporcionando aos seus sócios uma privilegiada vista que inclui o Cristo Redentor e as montanhas da cidade.

## Esportes

### Quadras e Infraestrutura Esportiva
Clube dispõe de 7 quadras de tênis, ginásio com quadra polivalente para vôlei, basquete e futebol de salão, quadras externas de vôlei e futebol, campão de futebol de areia, parque aquático para recreação, natação e hidroginástica, vela, bocha, judô, academia de ginástica e musculação, jogos carteados, sinuca, além de sala de televisão, sala de leitura, sala com jogos infanto-juvenis e parque infantil.

### Apoio à Megaeventos Esportivos
O clube foi uma das sedes utilizadas nos Jogos Pan-americanos de 2007, servindo de base para as competições de esqui aquático entre os dias 21 e 24 de julho.
Na Copa do Mundo da FIFA de 2014, o clube recebeu a Seleção Neerlandesa de Futebol no dia 25 de junho.
Durante as Paralimpíadas Rio 2016, o clube serviu como espaço para receber atletas e famílias da delegação sueca.